# Кэмпбелл, Беатрис
Беатрис Кэмпбелл (англ. Beatrix Campbell; р. 3 февраля 1947, Карлайл, Камбрия, Англия, Великобритания) — британская журналистка. Коммунистка и феминистка (на выборах 2010 года выдвигалась от Партии зелёных). По собственному утверждению, является автором термина «тэтчеризм».

## Биография
Беатрис Кэмпбелл родилась в Карлайне в Англии. Её родители, Джим и Кэтрин Барнс, были членами Коммунистической партии. Беатрис получила образование в средней школе Харраби и средней школе для девочек Карлайла. Также она окончила Центральную академию Ричарда Роуза.
В 1970 году Кэмпбелл стала глубоко привержена движению за права женщин и с того момента стала ориентироваться на это в своей работе.
Кэмпбелл — офицер ордена Британской империи (2009).
Лауреат Челтнэмской литературной премии (1984) за работу «Wigan Pier Revisited».
Работала в «Morning Star».
С 2008 года является членом британской Женской Национальной комиссии.
Почётные степени доктора словесности (Doctor of Letters) Сэлфордского университета, университета Оксфорд-Брукс, Открытого университета.